# 三弾正
三弾正（さんだんじょう）は、戦国時代の大名武田信玄に仕え、弾正忠を名乗った武将の総称。武田家三弾正とも。戦国の三弾正。
- 逃げ弾正…高坂昌信
- 槍弾正…保科正俊
- 攻め弾正…真田幸隆